# تپه اسکندر قالاسی قره زکی
تپه اسکندر قالاسی قره زکی مربوط به دوره اشکانیان است و در شهرستان بناب، بخش مرکزی، روستای قره زکی واقع شده و این اثر در تاریخ ۲۴ تیر ۱۳۸۲ با شمارهٔ ثبت ۹۱۷۶ به‌عنوان یکی از آثار ملی ایران به ثبت رسیده است.